# Pneumonoultramicroscopicsilicovolcanoconiosis
Pneumonoultramicroscopicsilicovolcanoconiosis es, según el Oxford English Dictionary, «el término utilizado para referirse a la enfermedad pulmonar producida por la intoxicación de sílice (o al respirar ceniza de un volcán), en español se conoce como silicosis» . La enfermedad llamada silicosis también cumple con esta definición.
La palabra de 45 letras, fue acuñada en 1935 para ser la más larga del idioma inglés. Es, de hecho, la palabra más larga que aparece en un diccionario de inglés, encontrándose en las ediciones actuales de varios diccionarios. La suelen abreviar con el numerónimo P45.

## Etimología
Los morfemas usados para formar la palabra derivan, como es habitual en el lenguaje científico de Occidente, del griego y el latín:
- pneu: del griego πνεῦμα ‘aire que se respira’;
- mono: del griego μόνος ‘solo, único’;
- ultra: en latín ‘más allá’ o ‘más’;
- micro: del griego μικρός ‘pequeño’;
- scopic: del griego σκοπέω ‘mirar’;
- silico: del latín silex ‘pedernal’;
- volcano: del dios latino del fuego Vulcanus;
- conio: del griego κώνις ‘polvo, ceniza’;
- sis: sufijo griego -σις formador de sustantivos abstractos femeninos.

Uniendo todos estos morfemas, el significado etimológico es: ‘presencia de ceniza o polvo de roca de tamaño ultramicroscópico (o sea, de los más pequeños que pueden verse con el aparato usado para ver objetos diminutos) en los pulmones’.